# Dikika
Dikika  è un sito archeologico preistorico che si trova nella bassa valle del fiume Auasc, patrimonio dell'umanità per i diversi siti archeologici che vi sono stati ritrovati, nella regione degli Afar in Etiopia. 

## Descrizione
In questa zona è stato rinvenuto un fossile di ominide, chiamato Selam, un esemplare della specie Australopithecus afarensis. Il sito ha dato anche evidenza dell'uso di strumenti di litici, tra i più antichi ritrovati.
Dikika viene anche dato per nominare un membro basale della formazione Hadar, una serie di rocce sedimentarie depositate circa 3,4 milioni di anni fa, che sono state esposte dall'azione erosiva del fiume Awash. 